# Braço do Norte
Braço do Norte est une ville brésilienne du sud de l'État de Santa Catarina.

## Géographie
Braço do Norte se situe par une latitude de 28° 16′ 30″ sud et une longitude de 49° 09′ 56″ ouest, à une altitude de 75 mètres.
Sa population était de 29 018 habitants au recensement de 2010. La municipalité s'étend sur 221 km2.
Elle fait partie de la microrégion de Tubarão, dans la mésorégion Sud de Santa Catarina.

## Villes voisines
Braço do Norte est voisine des municipalités (municípios) suivantes :
- Grão Pará
- Rio Fortuna
- Armazém
- Gravatal
- São Ludgero
- Orleans